# Émeute anti-juive de Constantine
L'émeute anti-juive de Constantine se déroule du 3 au 6 août 1934. C'est un conflit entre des groupes de musulmans et la communauté juive de la ville de Constantine en Algérie pendant la colonisation française.

## Contexte

### Algérie coloniale
Alors sous domination française, l’Algérie voit le statut de ses différentes communautés régi par les lois de la République française. Tandis que la place des colons européens ne pose pas de problème particulier au législateur, celle des Juifs et des musulmans indigènes a fait, au fil du temps, l’objet de législations particulières.
En 1870, le décret Crémieux a ainsi conféré la citoyenneté française aux Juifs d’Algérie, leur retirant officiellement l’étiquette « indigène », tandis que la population musulmane se trouve assujettie, en 1881, à un Code de l’indigénat porteur de nombreuses interdictions et sanctions spécifiques.
Toute la population vivant en Algérie est donc nominalement française, mais les colons sont les seuls à bénéficier de tous les avantages (et inconvénients) de cette reconnaissance. Les Juifs, devenus citoyens français de par le décret Crémieux, restent considérés à bien des égards comme des indigènes par les colons.
Les musulmans, enfin, doublement discriminés (par rapport aux colons et par rapport aux Juifs), entament alors un long plaidoyer pour se voir reconnaître une citoyenneté pleine et entière. Ce n’est qu’après la Première Guerre mondiale que la loi Jonnart (4 février 1919) se décide à leur accorder une forme limitée de citoyenneté avec droit de vote aux élections locales, mais dans un collège électoral séparé, perpétuant ainsi la discrimination entre les ex-indigènes israélites et les indigènes musulmans.
À partir de là, la minorité israélite, qui poursuit un projet d’assimilation, se trouve prise en étau entre les colons européens qui voient ses progrès comme une menace et chez lesquels prospère un antisémitisme tenace, et la population musulmane qui n’a pas obtenu la même reconnaissance sociale, mais s’est vu ouvrir un espace politique qui lui permet de faire progresser des revendications appuyées par la masse de la population.

### Constantine
En 1934, la ville de Constantine est une capitale administrative et commerciale de l'Algérie française, spécialisée dans les tissus et les grains. Malgré cette position et la dynamique qu'elle engendre, Constantine reste une ville aux structures traditionnelles. Comme l'ensemble de l'Algérie et de ses métropoles, elle rencontre une pression démographique importante entre les années 1910 et 1930 :  la population croît de 65 000 à 99 600 habitants en 1931,.
À l'image d'autres grandes villes du Maghreb, trois communautés cohabitent dans cet environnement : musulmane (52% de la population), juive (12-13%), européenne,. Celles-ci cohabitent mais restent séparées sur le plan urbanistique. Tandis que les musulmans vivent majoritairement dans la ville basse, le quartier juif se situe dans les hauts de Constantine. Toutefois, au tournant des années 1930, cette ségrégation est moins opérante que par le passé. Ainsi, des Juifs sont installés dans les quartiers européens et parfois musulmans. De plus, les relations entre les communautés juives et musulmanes sont historiquement bonnes à Constantine.
Bien que la population européenne reste nombreuse et concentre le pouvoir et la richesse, la réputation de Constantine en Algérie est d'être une ville arabo-juive. Cette réputation s'incarne notamment dans l'idée reçue que les personnalités juives de la ville dominent la vie économique. Un antijudaïsme latent existe donc à Constantine.
Sur le plan politique, l'antisémitisme se développe au sortir de la première guerre mondiale. Le député-maire Émile Morinaud, radical membre du groupe antijuif mais composant avec la communauté juive à des fins électoralistes, entretient une position ambiguë sur ces questions. De son côté, la droite réactionnaire et antisémite, incarnée notamment par des militants Croix-de-Feu dont les sections algériennes sont réputées pour leur antisémitisme, progresse et créée un climat d'hostilités à l'égard de la communauté juive de Constantine.
Par ailleurs, la presse antisémite et antijuive dispose de relais solidement implantés avec le journal Le Républicain (dont Émile Morinaud est le directeur) et deux périodiques locaux, L'Éclair et Tam-Tam. Bien que les tirages de ces publications soient réduits, leurs propos d'une extrême virulence créent un climat délétère. Les journaux dénoncent et pestent régulièrement contre la « domination juive »,.
Durant les années 1930, Constantine est frappé comme toute l'Algérie par la crise économique et un antisémitisme d'inspiration métropolitaine exacerbé par les mouvements politiques et la presse d'extrême-droite. Les persécutions contre les Juifs commises en Allemagne par les autorités nazies influencent également la montée de la haine contre la communautés juive. Des rumeurs d'immigration massive de Juifs allemands et de licenciements des ouvriers musulmans à leur profit nourrissent en effet la presse antisémite et accroissent l'inquiétude et la méfiance.
Avant 1934, la violence à l'encontre de la communauté juive constantinoise augmente bien que les autorités tentent de minimiser le phénomène,. Des heurts entre des militants d'extrême droite et des Juifs ont par exemple lieu en marge d'un rassemblement sportif en 1933. À la fin mai 1934, une émeute contre les Juifs provoqués par des antisémites européens déguisés en musulmans est évitée grâce à une prise de position du mufti qui appelle sa communauté au calme et au pacifisme.

## Déroulé des événements du 3 au 6 août 1934

### 3 août 1934
Les évènements débutent par un incident banal le vendredi 3 août au soir. Eliaou Kalifa, un maître-tailleur israélite commissionné dans un régiment de zouaves, rentre vers 20 h 30 à son domicile situé près de la mosquée Sidi Lakhdar. Pris de boisson (selon les journaux qui rapporteront l'incident) il injurie des Musulmans qui procèdent à leurs ablutions,,. Par ailleurs, des rumeurs évoquent également le fait que l'homme aurait uriné et craché sur les murs à l'intérieur de la mosquée, sans que la véracité de ces éléments ne puisse être établie,,. Après cette brève altercation, la situation se détend grâce à l'intervention de personnalités musulmanes qui calment un premier attroupement.
Vers 19 h 30, un second rassemblement débouche sur les premiers heurts  lorsque des musulmans attaquent le logement du maître-tailleur avec des jets de pierres,. Malgré ces premières violences, le calme revient rapidement grâce à l'intervention de policiers, du mufti et de musulmans pacifiques.
C'est finalement vers 22 h que la situation dégénère en émeute. Une importante foule d'environ 2 000 musulmans, certains armés, converge vers cette partie de la ville - la place de la Galette -, à la jonction des quartiers arabe et juif,,. La police tente de maîtriser la situation, aidée également par des figures politiques et religieuses locales,. Les heurts et les violences éclatent lorsque plusieurs groupes tentent de forcer les barrages policiers pour pénétrer et attaquer le quartier juif,. En marge des affrontements, des passants sont également molestés. Assiégés, les Juifs habitant les immeubles répliquent par des jets de projectiles,,. Des coups de feu sont également tirés depuis le côté juif,.
Alertées des troubles, les autorités tentent de maîtriser la situation. Elles ordonnent l'intervention de forces de police et militaire supplémentaires,. Il faut près d'une heure pour que les forces de sécurité rétablissent le calme sur la place et ses abords. Des violences sporadiques ont encore lieu dans les quartiers proches les heures suivantes. Après environ 5 heures d'affrontements, le calme est rétabli à Constantine,.
Après l'émeute, les bilans connus font état d'entre 23 et 15 personnes blessées, dont un musulman qui meurt des suites de sa blessure par balle quelques jours plus tard,. En réalité, le nombre de blessés est sans doute plus élevé : de nombreuses personnes ne se seraient pas rendues dans les hôpitaux craignant d'y être arrêtées par la police. Des dégâts matériels dans le quartier juif sont constatés : plusieurs boutiques (dont des bijouteries) ont été pillées et détruites ainsi que des voitures,,. De nombreuses arrestations ont également eu lieu.

### 4 août 1934
En réponse aux évènements de la nuit, l'administration réagit et organise plusieurs réunions avec les forces de sécurité. Henri Lellouche, conseiller général et membre de la communauté juive, se rend dans plusieurs synagogues pour appeler au calme et à la modération. En fin de matinée, une réunion impliquant l'ensemble des acteurs (administration et politique, communauté musulmane, communauté juive) se tient à la mairie,,. Les représentants s'accordent sur la nécessité d'éviter de nouveaux débordements et d'apaiser les communautés.
Dans l'après-midi, Mohammed Saleh Bendjelloul et le cheikh Abdelhamid Ben Badis  agissent dans ce sens à la grande Mosquée,,. Le grand Rabbin Sidi Fredj Halimi fait de son côté le tour des synagogues de la ville avec le même objectif,. En signe d'apaisement, la police relâche pour sa part une quarantaine de musulmans arrêtés la veille.
Lors de la réunion matinale, l'idée d'une marche pacifique commune est évoquée pour le lendemain, le dimanche 5 août,. Cette dernière n'aura finalement pas lieu. Une version des évènements explique cette annulation par un problème d'horaires, les autorités ayant à nouveau convoqué les représentants aux mêmes heures. Toutefois, la version majoritairement acceptée évoque davantage le refus du préfet de permettre un rassemblement qui pourrait dégénérer en de nouvelles émeutes.
D'apparence anecdotique, cette annulation a des conséquences majeures sur la suite des évènements. En effet, cette décision est prise tardivement tandis que le rassemblement a déjà été annoncé dans les rues de Constantine.

### 5 août 1934
Le dimanche 5 août au matin, près d'un millier de musulmans se réunissent au lieu-dit « Les Pins » sur le plateau de Mansourah,,. Le flou règne au sein de ce rassemblement que personne n'a convoqué. Le leader Mohammed Saleh Bendjelloul est absent pour assister aux obsèques de son ami Élie Narboni, et un proche de celui-ci annonce qu'il ne viendra pas faire de discours. La foule commence alors à regagner la vieille ville de Constantine.
C'est dans ce contexte confus que l'émeute se déclenche. Deux individus répandent dans la foule la rumeur que Mohammed Saleh Bendjelloul a été assassiné,. Bien que celui-ci rejoigne la manifestation pour montrer qu'il est encore en vie, la rumeur et les tensions ne faiblissent pas. La foule arrive en centre ville au niveau du marché où des heurts éclatent entre les musulmans et les commerçant juifs,. Des musulmans commencent à s'en prendre verbalement puis physiquement aux Juifs. Des bagarres éclatent et des coups de feu sont tirés par des Juifs sur des musulmans,.
Devant la passivité de la réaction policière, la violence augmente et les personnes et habitations juives hors du quartier juif sont attaquées,. Plusieurs magasins sont pillés, détruits et incendiés. Des musulmans armés attaquent également les habitations. Certaines familles juives tentent de résister tandis que d'autres se cachent. Plusieurs familles juives sont découvertes dans leur maison et massacrées,. Les habitations sont également pillées, détruites ou incendiées,.
Aux alentours de 15 h, le député de Constantine de retour dans la ville fait distribuer des munitions aux soldats. Des troupes coloniales sénégalaises sont également envoyées en renfort dans la vieille ville. Le calme revient progressivement avec le départ des émeutiers devant l'arrivée des militaires,.

### 6 août 1934
Le matin du 6 août, une manifestation d'environ 700 personnes venues en train ou par la route depuis Batna est dispersée pacifiquement par les soldats. Des renforts militaires envoyés d'Alger permettent de stabiliser définitivement la situation dans la ville de Constantine durant la journée.
Toutefois, si les émeutes dans Constantine cessent, des épisodes de violences contre les Juifs se déroulent dans la région constantinoise le 6 août. Les magasins et les personnes juives sont attaquées dans plusieurs localités périphériques,.

## Bilan
Le bilan de l'émeute est lourd : officiellement, il se monte à 26 morts (23 Israélites et 3 Musulmans) et 81 blessés (38 israélites, 35 musulmans, 7 militaires et 1 pompier). On compte 1 777 sinistrés. La communauté juive fournit une liste nominative de ses victimes comprenant 24 israélites et un inconnu : « 14 hommes, 6 femmes, 5 enfants dont deux de moins de quatre ans ; parmi les victimes, quatorze avaient eu le cou sectionné ou tranché, huit étaient morts de fracture du crâne, un par coup de couteau, deux par balle, dont l'inconnu ».

## Impact sociétal
Après les émeutes et massacres, la presse de tendance française attise le climat communautaire délétère en publiant des photographies de cadavres mutilés.
Le 8 août, une cérémonie commémorative est organisée en marge des enterrements. Les responsables communautaire juifs sont présents tout comme les représentants des autorités coloniales. En revanche, les responsables musulmans acceptent de ne pas se rendre sur les lieux afin d'éviter de nouvelles tensions.
Les jours suivants, les autorités musulmanes constantinoises publient par voie de presse une déclaration appelant à refuser la violence et dénonçant toute tentative de récupération politique des émeutes anti-juives.

## Enquêtes
Les heures suivant les émeutes, les différentes autorités coloniales locales transmettent de nombreux rapports à leurs hiérarchies. Selon l'historien américain Joshua Cole, ces rapports sont peu instructifs et servent surtout aux responsables locaux à justifier leurs actions et à tenter de rassurer la haute administration et les personnalités politiques nationales. Il ajoute que les autorités semblent davantage préoccupées par la flambée de violence difficilement maîtrisée des musulmans que par le massacre de personnes juives.
De nombreuses enquêtes sont lancées par la police constantinoise. Au total, plus de 210 individus sont arrêtés et traduits devant la justice.
Le 10 août, le gouverneur général institue une commission d’enquête administrative. Complémentaire des enquêtes policières, l'objectif de la commission est de déterminer l'origine des violences et d’évaluer le comportement des autorités locales. La commission mène ses investigations auprès des administrations coloniales et procède à des auditions de témoins et responsables.
Le 7 octobre, la commission rend son rapport au gouverneur général. Il ressort du document une explication des émeutes qui dédouane les responsabilités françaises et se focalise uniquement sur un antisémitisme des populations musulmanes, antisémitisme nourri par des rancœurs liées à une prétendue influence politique juive.

## Procès
Les mois suivants les émeutes, de nombreux procès se tiennent afin de juger les personnes arrêtées et inculpées. Les motifs de poursuite sont de deux types : des infractions contre les biens (pillage, vol ou recel) et des infractions à la législation sur les armes (port d'arme illicite). Les peines d'emprisonnement prononcées pour les premières infractions sont de l'ordre de 2–3 ans et de 2–3 mois pour les secondes. Les mineurs sont condamnés à des peines de prison en maison de correction.

## Interprétations
Dès le lendemain de l'émeute, les notables juifs affirment que l'affaire a été préméditée et minutieusement organisée, même si la Commission d'enquête mise sur pied pour éclaircir les causes et le déroulement du massacre rejette cette hypothèse.
Elle ne reconnaît pas, dans la masse de 700 à 800 personnes qui ont participé aux violences, les équipes spécialisées décrites par les victimes, et n'y voit qu'un « prolétariat d'oisifs qui a fourni les pillards et les émeutiers » accompagnés pour l'occasion d'enfants « venus à la curée » et « d'indigènes des campagnes venus s'entasser dans les taudis du Remblai ou même dormant dans la ville à la belle étoile ».
Dans les milieux politiques, cependant, on évoque, à gauche, « une provocation policière » ou « un complot impérialiste », à droite, un « mouvement insurrectionnel », une « émeute anti-française » conduite par de jeunes meneurs ambitieux instrumentalisant pour ce faire un antisémitisme sous-jacent, ce qui permet de justifier les demandes de fermeté déjà transmises à l'État, en concluant que « les massacres de Constantine ont été le résultat flagrant de campagnes nationalistes musulmanes menées par des gens qui prennent leurs directives en Égypte et au Comité syro-palestinien ».
Ces interprétations complotistes sont immédiatement dénoncées par les leaders musulmans. Le cheikh Ben Badis se contente de répondre que la Presse Libre était dans le vrai quand elle affirmait le 9 août : « il n'y a pas eu de soulèvement musulman, mais une émeute de Musulmans. La majorité des indigènes de Constantine est aussi écœurée et peut-être plus sévère que les Européens pour les crimes atroces qui ont été commis ». Quant aux Franco-Européens de Constantine, ils ne condamnent pas absolument, et certains estiment, comme le journal La Brèche de Constantine, « que les événements tragiques du 5 août ont été la résultante de l'antagonisme racial qui dresse les Musulmans contre les Israélites ».
L'enquête administrative conclut, quant à elle, au caractère local et spontané de l'émeute, les responsabilités immédiates retombant sur les Juifs qui avaient tiré les premiers coups de feu.

L'origine des émeutes anti-juives constantinoises d'août 1934 est donc multifactorielle et s'inscrit dans un processus en développement depuis plusieurs années. Sous-tendu par les difficultés économiques, l'antisémitisme européen et les aspirations nationales et religieuses issues des réformes de l'état colonial ouvrant des possibilités de citoyenneté pour les populations locales, ce mouvement de rejet de la population juive est minimisé par l'administration qui préfère lui substituer l'explication simpliste et erronée d'une haine séculaire entre les musulmans et les Juifs,.

« La façon la plus immédiate d’aborder ce problème est de penser que la violence de 1934 à Constantine résulte d’une dynamique des politiques locales à la suite de la tentative du régime colonial français d’offrir une forme limitée de citoyenneté aux sujets colonisés musulmans après la Première Guerre mondiale. Ces réformes ont eu pour effet d’exacerber la tendance locale à penser les intérêts politiques et sociaux en termes ethno-religieux, et d’augmenter le risque de conflits entre groupes définis en ces termes. Les rapports officiels du gouvernement à la suite de ces révoltes attribuent néanmoins cette violence à la haine atavique entre musulmans et juifs, haine décrite comme faisant partie intégrante de la société nord-africaine. Du point de vue de l’État colonisateur, cette interprétation avait l’avantage politique d’obscurcir la complexité des politiques coloniales locales. En accusant deux groupes ethno-religieux apparemment homogènes et irréconciliables – les « musulmans » et les « juifs » – l’attention pouvait être détournée des échecs des autorités françaises locales et justifier la concentration du pouvoir dans leurs mains. Cette interprétation permettait aussi d’obscurcir la façon dont l’antisémitisme était intégré aux procédés politiques de l’Algérie, et de minimiser le fait que certains colons antisémites ont pu chercher à répandre cette violence après son explosion. »

— Joshua Cole

### Le comportement des forces de l'ordre
Aux obsèques des victimes israélites, la passivité des forces de l'ordre est publiquement dénoncée.
Constantine ne dispose alors que de 300 hommes de troupe, Français d'Algérie, et de 700 tirailleurs musulmans. Le samedi, la Préfecture, misant sur un contingent de 250 zouaves venant de Philippeville et pensant la situation rétablie, a refusé une offre de renforts faite par Alger. En sous-effectifs, refusant dans un premier temps d'engager les tirailleurs musulmans, réticentes à faire feu sur la foule, les autorités se trouvent dans l'impossibilité de protéger le quartier juif tout en dégageant les places et les rues.
Mais selon certains témoignages, la passivité des forces de l'ordre tourne parfois à la complicité.

« Des flacons de parfum pillés dans les magasins juifs furent offerts à la troupe par les émeutiers et tous les rapports confirment que les militaires se faisaient publiquement des frictions ; quelques-uns se laissaient décorer avec des étoffes multicolores ; selon les enquêteurs communistes, "un inspecteur de police, habillé en Arabe, donna l'ordre aux gendarmes de ne pas s'occuper des pillards. Boulevard Victor Hugo des Européens pillaient, ramassaient des étoffes, des souliers et des serviettes (…). Les Européens se montrèrent satisfaits de cette tournure [sic] et le manifestèrent aux indigènes. »

Il semble que la Préfecture ait sous-estimé la violence des émeutiers et donné aux militaires instruction de laisser piller en imaginant ainsi calmer la foule en lui abandonnant des biens matériels tout en sauvant des vies.

### Acteurs, ressorts et retombées de l'émeute
Les émeutiers sont en majeure partie issus de la masse de miséreux générée par la crise économique : journaliers et saisonniers désœuvrés, chômeurs, ruraux déracinés et jeunes — voire très jeunes — Constantinois sans travail, sans logis et sans ressources.
Pour cette population issue principalement de la communauté musulmane, une partie de la communauté juive peut sembler privilégiée, d'autant qu'elle s'incarne souvent dans des figures d'autorité, et parfois de réussite (administrative, commerciale, politique) considérée par certains comme insolente. La communauté israélite d'Algérie se trouve alors prise en tenailles entre la montée du nazisme — qui conforte un antisémitisme très présent dans la société française de l'entre-deux-guerres —, le réveil du nationalisme arabe et les espoirs d'émancipation portés par le projet sioniste[réf. nécessaire].
Dans cette dynamique globale qui sous-tend localement les relations entre Européens, Arabes et Juifs, ces derniers, surtout les plus jeunes, adoptent une position d’autodéfense agressive, formant des réseaux de quartier prêts à défendre leurs familles et leurs biens. Ils se trouvent ainsi fréquemment mêlés à, et souvent à l'origine d'incidents, d'agressions, d'altercations ou de rixes (59 faits recensés dans les 5 années précédentes) les opposant à leurs voisins musulmans sous le regard ambigu des colons. Selon Cole, « ces circonstances augmentaient le risque que des malentendus momentanés ou des altercations entre individus ne dégénèrent, par escalade, en conflits violents ».
Dans ce contexte, l'incident déclencheur du 3 août ne serait pas un acte isolé, mais « la goutte d'eau qui fait déborder le vase ». L'émeute antijuive qui s'ensuivit généra des répliques à Am Bei'da, à Jemmapes, à Hamma où des magasins juifs furent pillés. Puis vint un boycott plus ou moins général de tous les commerces juifs, à Constantine et dans d'autres villes d'Algérie. De graves incidents éclatèrent à Sétif le 1er février 1935 et à Oued Zénati le 22 février 1935.
Constantine semble avoir été au croisement des divers courants d'agitation qui animaient la communauté musulmane, durement frappée par la crise économique, mais aussi travaillée par l'espoir d'une Renaissance nationale. Avec le recul, il apparaît que l'émeute antijuive d'août 1934 ne doit rien à une organisation clandestine, à un complot international ou à une machination policière, et qu'elle naît bien davantage de la misère, de l'envie et de la colère du sous-prolétariat de la ville.
En 2019, dans Lethal Provocation (traduit en français en 2023 sous le titre Le Provocateur), Joshua Cole met en lumière le rôle déterminant de Mohamed el-Maadi, un Franco-Algérien antisémite qu'il désigne comme « meneur » de l'agitation.